# NGC 4
NGC 4 (другое обозначение — PGC 212468) — линзообразная галактика (S0) в созвездии Рыб.
Галактика была открыта немецким астрономом Альбертом Мартом 29 ноября 1864 года. Он использовал 48-дюймовый (122 см) телескоп-рефлектор Уильяма Лассела на острове Мальта, второй по величине в мире на тот момент. В 1888 году Джон Дрейер включил галактику в «Новый общий каталог» как NGC 4, описав её как «чрезвычайно тусклую» туманность.
При наблюдениях этой и нескольких других галактик, открытых в одну и ту же ночь, А. Март установил нули лимбов своего телескопа с погрешностью, вследствие чего их координаты в каталоге NGC были указаны с некоторым смещением. Как следствие, в некоторых современных каталогах (например, LEDA) с NGC 4 была отождествлена более яркая галактика NPM1G +07.0004, она же PGC 620, находящаяся в 21 минуте дуги от положения, указанного Мартом. В большинстве каталогов в настоящее время ошибка устранена, и с NGC 4 корректно отождествлена галактика PGC 212468.
В системе классификации Хаббла NGC 4 классифицируется как линзовидная галактика (тип S0), этот тип галактик имеет сферическое ядро и тонкий диск, как в спиральных галактиках, но из-за малого (или нулевого) содержания межзвёздного вещества у них нет спиральных рукавов.